# 塔努姆市镇
塔努姆市镇（瑞典語：Tanums kommun）是瑞典西部西约塔兰省的一个市镇。其治所位于塔努姆斯海德。